# Hokovce
Hokovce – wieś (obec) na Słowacji położona w kraju nitrzańskim, w powiecie Levice. Pierwsze wzmianki o miejscowości pochodzą z roku 1245. 
Według danych z dnia 31 grudnia 2012, wieś zamieszkiwało 530 osób, w tym 274 kobiety i 256 mężczyzn.
W 2001 roku rozkład populacji względem narodowości i przynależności etnicznej wyglądał następująco:
- Słowacy – 51,43%
- Czesi – 0,67%
- Niemcy – 0,17%
- Romowie – 1,18%
- Węgrzy – 46,55%

Ze względu na wyznawaną religię struktura mieszkańców kształtowała się w 2001 roku następująco:
- Katolicy rzymscy – 92,61%
- Grekokatolicy – 0,34%
- Ewangelicy – 3,03%
- Ateiści – 3,53%
- Nie podano – 0,17%